# Gabriel von Spången
Bengt Gabriel von Spången, född 15 mars 1728 i Stockholm, död 16 januari 1802 i Stockholm, var en svensk överste, silhuettklippare, musiker och keramikfabrikant.
Han var son till överstelöjtnanten Carl Magnus von Spången och Maria Amalia Wedderkopp och från 1772 gift med Sofia Fredrika Westrell. Von Spången blev volontär vid fortifikationen 1736 och avancerade till underlöjtnant vid artilleriet 1747, löjtnant 1756, kapten 1757 och utnämndes till major i armén 1772 och överflyttad till artilleriet 1773. Han blev överstelöjtnant och tygmästare i Stockholm 1778 och överste vid Göteborgs artilleribrigad 1789. Han var flöjtist och medlem av Utile Dulci. Han blev ämnessven vid Kungliga Vetenskapsakademien 1752 och invaldes som ledamot nr 26 av Kungliga Musikaliska Akademien den 11 mars 1772. 
Han var ägare till Hertonäs och grundade Hertonäs Fajansfabrik. Han köpte även 1762 Sunni Lerpipefabrik i Helsingfors. och var verksam som silhuettklippare. Som arkitekt anlitades han av Adolf Fredrik Wijnblad att rita en herrgård i två våningar i Frösunda by.